# 世界の日本人
『世界の日本人』（せかいのにっぽんじん）は、1967年10月26日から1968年4月25日までNET系列で放送されていた毎日放送製作のドキュメンタリー番組である。この時代に世界各地で活躍していた日本人たちの姿をフィルムに収めて放送していた。放送時間は毎週木曜 19:30 - 20:00（日本標準時）。